# Phylloxera subelliptica
Phylloxera subelliptica är en insektsart som först beskrevs av Shimer 1869.  Phylloxera subelliptica ingår i släktet Phylloxera och familjen dvärgbladlöss. Inga underarter finns listade i Catalogue of Life.